# Victor Antoine Desfossés
Victor Antoine Desfossés (Bruxelles, 18 mars 1835 - Paris, 23 janvier 1899), est un agent de change à Paris, banquier, investisseur, collectionneur d’art et patron de presse français. Il fut directeur du Moniteur de l'épargne, du Cours de la banque et de la bourse, à qui il a donné son nom, et du journal littéraire Gil Blas, dont il prend la direction en 1891, l'année suivant la publication dans ses colonnes du roman de Zola L'Argent, qui se passe entièrement à la Bourse de Paris.
Il fut également actionnaire du quotidien Le Petit Journal à partir de 1874.